# Mike the Avenger
Mike the Avenger è un cortometraggio muto del 1914. Del film non si conoscono altri dati certi, né viene riportato il nome del regista.

## Produzione
Il film fu prodotto dalla Selig Polyscope Company.

## Distribuzione
Distribuito dalla General Film Company, il film - un cortometraggio di 150 metri - uscì nelle sale cinematografiche statunitensi il 24 aprile 1914. Nelle proiezioni, veniva programmato con il sistema dello split reel, accorpato in un'unica bobina con un altro cortometraggio prodotto dalla Selig, il cartoon Doc Yak, Artillery Man.